# Isaia Diacovici
Isaia Diacovici (în sârbocroată Isaija Đaković, cu caractere chirilice: Исаија Ђаковић; n. anii 1630, Stari Slankamen, Imperiul Otoman – d. 20 iulie 1708, Viena, Monarhia Habsburgică) a fost un episcop ortodox din Voivodina care s-a stabilit la Ineu. Cunoscător excelent al limbii germane, a mediat venirea patriarhului Arsenie al III-lea pe teritoriul controlat de Sfântul Imperiu Roman, unde a primit de la împăratul Leopold I privilegiile numite „ilirice”, de care au beneficiat deopotrivă ortodocșii sârbi, români și aromâni.
La Viena a avut contact cu cărturarul Gheorghe Brancovici, pentru care a mediat obținerea unei pensii trimestriale de 250 de florini. În 21 august 1691 a obținut de la împăratul Leopold I dreptul de a reface Mănăstirea Grgeteg⁠(en)[traduceți], pustiită în timpul ocupației otomane.
În data de 15 aprilie 1706 a obținut de la împăratul Iosif I aprobarea pentru înființarea Episcopia Aradului.
În ianuarie 1708, după moartea patriarhului Arsenie al III-lea, a fost ales arhiepiscop și mitropolit cu sediul la Krušedol și astfel întâistătător al creștinilor ortodocși din Monarhia Habsburgică.